# Pseudotrichonotus
Pseudotrichonotus (Gr.: „pseudes“ = falsch, „thirx“ = Haar, „noton“ = Rücken) ist eine artenarme, nur vier Arten umfassende Fischgattung aus der Ordnung der Eidechsenfischverwandten (Aulopiformes). Die vier sehr ähnlichen Meeresfische kommen weit voneinander getrennt vor, eine Art um die japanische Izu-Halbinsel im nordwestlichen Pazifik, eine andere bei der Saya de Malha Bank nordöstlich von Madagaskar im Indischen Ozean, die dritte in indonesischen Gewässern und die vierte bei Shark Bayn der Küste Westaustraliens.

## Merkmale
Die beiden Meeresfische werden 6 bis 9 cm lang und haben einen langgestreckten, zylinderartigen Körper und eine spitz zulaufende Schnauze mit einem kleinen Maul. Die Rückenflosse wird von 33 Weichstrahlen, die Afterflosse von 13 bis 15 Flossenstrahlen gestützt. Die Wirbelzahl liegt bei 48 bis 50, die der Branchiostegalstrahlen bei sechs.

## Arten
- Pseudotrichonotus altivelis Yoshino & Araga, 1975; Izu-Halbinsel.
- Pseudotrichonotus belos Gill & Pogonoski, 2016; Westaustralien.
- Pseudotrichonotus caeruleoflavus Allen et al., 2017; Indonesien.
- Pseudotrichonotus xanthotaenia Parin, 1992; Saya de Malha Bank.